# Hells Bells
Hells Bells („Dzwony Piekieł”) – utwór grupy AC/DC, pochodzący z siódmego albumu Back in Black (1980). Tekst stworzył Brian Johnson oraz Angus i Malcolm Youngowie.
Piosenka zaczyna się od bicia dzwonu. Po czwartym uderzeniu zaczyna grę gitarzysta Angus Young. Po chwili wchodzi basista Cliff Williams i perkusista Phil Rudd, a po dłuższej chwili dołącza reszta zespołu. Teksty śpiewane przez Briana Johnsona, w pierwszej osobie opowiadają o bezlitosnym przewoźniku, zabierającym dusze do piekła. Użyte środki stylistyczne obejmują m.in. porównania bohatera do burzy (I'm a rolling thunder), a w dalszych zwrotkach wyraźnie zaznaczona zostaje jego zła natura.
Piosenka znalazła się na soundtracku do filmu Stephena Kinga Maksymalne przyśpieszenie z 1986. Obie wersje utworu znajdują się na koncertowym albumie AC/DC Live z 1992.
W 2010 niemiecki zespół Gregorian nagrał cover piosenki i umieścił go na albumie Dark Side of the Cant.
Na stronie b znajduje się piosenka What Do You Do For Money Honey, którą można usłyszeć na albumie Back in Black.
Tej piosenki używa podczas wejścia na ring Witalij Kłyczko, mistrz świata wagi ciężkiej federacji  WBC

## Pozycje
(1981)
- German Singles Chart - 25
- U.S. Mainstream Rock - 50